# 旧波尔塔夫卡农村居民点
旧波尔塔夫卡农村居民点（俄语：Старополтавское сельское поселение）是俄罗斯联邦伏尔加格勒州旧波尔塔夫卡区所属的一个农村居民点。其下辖有1个居民点，行政中心为旧波尔塔夫卡。据2016年统计，该农村居民点的人口为4155人。